# Tesmòteta
Tesmòteta grec antic: θεσμοθέτης) era, a l'antiga Atenes, el nom que tenia cada un dels sis arconts que revisaven anualment les lleis. Actuaven de forma col·legiada.
S'anomenaven «legisladors», (σεσμός era una paraula que significava 'constitució ancestral' o 'llei divina') encara que no dictaven lleis sinó que les interpretaven. En absència d'un codi escrit explicaven les lleis consuetudinàries.
Estaven obligats a revisar, cada any, tot el conjunt de lleis, per poder detectar les incoherències o per veure si eren supèrflues, i descobrir si alguna llei que s'havia derogat encara es conservava als registres públics. L'informe que elaboraven es presentava al poble, que enviava les modificacions necessàries a un jurat de dicastes format expressament per aquesta funció. Els membres d'aquest jurat s'anomenaven νομοθέται (nomotetes).
En l'ordenament jurídic atenenc, els tesmòtetes disposaven d'una jurisdicció més àmplia que els altres tres arconts, l'arcont epònim, l'arcont basileu i l'arcont polemarca, i tenien preferència sobre ells. Tots els casos no reservats especialment a altres magistrats els resolien els tesmòmetes. Entre les seves funcions hi havia la recepció d'informació, la presentació de casos com a jutges d'instrucció i la presidència dels judicis davant d'un jurat.